# Keagan Fourie
Keagan Fourie (né le 7 septembre 1991) est un athlète sud-africain, spécialiste du saut en hauteur. 

## Biographie
Il remporte la médaille d'argent du saut en hauteur lors des championnats d'Afrique 2016, à Durban, devancé par le Kényan Mathieu Sawe.

### Palmarès
| Date | Compétition            | Lieu   | Résultat | Épreuve         | Marque |
| ---- | ---------------------- | ------ | -------- | --------------- | ------ |
| 2016 | Championnats d'Afrique | Durban | 2e       | Saut en hauteur | 2,18 m |

### Records
| Épreuve         | Performance | Lieu         | Date         |
| --------------- | ----------- | ------------ | ------------ |
| Saut en hauteur | 2,20 m      | Stellenbosch | 12 mars 2016 |